# Dominik Koepfer
Dominik Koepfer (n. 29 aprilie 1994, Furtwangen im Schwarzwald, Baden-Württemberg, Germania) este un jucător profesionist german de tenis. Cea mai bună clasare a sa la simplu este locul 49 mondial, în martie 2024, iar la dublu locul 92 mondial, în februarie 2022. A jucat tenis în facultate la Universitatea Tulane.